# Công chúa Elizabeth Olowu
Công chúa Elizabeth Olowu (sinh ngày 25 tháng 10 năm 1939) là một nhà điêu khắc người Nigeria và là con gái của Oba Akenzua II, người từng là lãnh đạo của người Edo ở thành phố Benin , Nigeria ngày nay. Tác phẩm của Olowu làm bằng đồng, một loại vật liệu truyền thống của dân tộc mình (xem Benin Bronzes), và được biết đến như là nhà điêu khắc đồng nữ đầu tiên ở Nigeria. Cô là dì của DJ P Tee Money, và con gái của cô là nghệ sĩ Peju Layiwola.

## Giáo dục và những năm đầu
Khi còn nhỏ, Olowu đã làm việc cùng mẹ, học cách điêu khắc các vật phẩm liên quan đến đời sống cung điện và các nhu cầu nghi lễ. Cha cô khuyến khích giáo dục và quan tâm đến điêu khắc mặc dù mê tín địa phương không khuyến khích phụ nữ làm việc tại xưởng đúc đồng. Olowu theo học trường Holy Child College, nơi cô phát triển tình yêu với việc đọc sách. Cô tiếp tục việc học của mình tại Trường Khoa học Khẩn cấp Liên bang, nơi cô học chuyên ngành thực vật học, hóa học và động vật học, sau này cô dạy ở trường ngữ pháp của các cô gái Anh. Năm 18 tuổi, cô kết hôn với người bạn thời trung học, Babatunde Olowu và có đứa con đầu lòng vào năm 1964. Năm 1966, cô tiếp tục việc học bằng cách đăng ký vào Đại học Nigeria, tuy nhiên cô đã bị thuyết phục rời khỏi trường sau khi kết thúc năm đầu tiên.
Cô tiếp tục giảng dạy một lần ở nhà và thường xuyên tổ chức các buổi biểu diễn nghệ thuật cho các sinh viên nữ của mình, điều này cuối cùng đã thu hút sự chú ý của giám đốc khoa Nghệ thuật Sáng tạo của Đại học Bénin, người đã mời cô tham gia chương trình Mỹ thuật. Năm 1979, cô tốt nghiệp Cử nhân Mỹ thuật, và đến năm 1981, cô bắt đầu thực hiện nghiên cứu sau đại học, trong đó bao gồm luận án của cô về Điều tra về Kỹ thuật đúc Cire Perdue của Bêlarut. "Thành tựu này đã biến cô thành Người phụ nữ đầu tiên của trường đại học nhận bằng Thạc sĩ Mỹ thuật và là người phụ nữ Nigeria đầu tiên làm việc đúc đồng. Năm 1985, cô nhận được Giải thưởng Nghệ thuật và Văn hóa của bang Bendel và sau đó được Hiệp hội Công giáo Phụ nữ Trẻ công nhận vì đã góp phần nâng cao vị thế của phụ nữ ở đất nước của cô.

## Nghề nghiệp
Năm 1979 Olowu đã điêu khắc một tác phẩm điêu khắc tự truyện của một cô gái trẻ ngồi ở bàn làm việc trong khi mải mê đọc sách. Tác phẩm điêu khắc này là một trong những tác phẩm đầu tiên trong văn hóa của cô miêu tả một nhân vật nữ. Năm 1983 cũng là một năm quan trọng trong cuộc đời cô. Cô khám phá về chiều sâu của các chủ đề liên quan đến sức mạnh từ một quan điểm đa dạng về cảm xúc. Một số tác phẩm điêu khắc nổi bật từ năm nay bao gồm The Oba and Christ Bearing the Sins of Humanity. Oba mô tả cha cô, người đã tạo điều kiện cho sự nghiệp và giáo dục của cô. Bức tượng được làm cá nhân bằng cách mang dấu tay của cô như một thiết kế y phục. Christ Bearing the Sins of Humanity cao hơn bảy feet và cho thấy hình ảnh Chúa Kitô có dáng vẻ gù dưới sức nặng của thập tự giá.
Tác phẩm nổi tiếng nhất của Olowu là Zero Hour. Zero Hour cho thấy một người mẹ trong khi sinh con khi cô đi lang thang giữa sự sống và cái chết và toát ra những cảm xúc đau đớn và mong đợi. Nó tôn vinh sức mạnh của những bà mẹ tương lai và những cảm xúc khi sinh con. Bản thân Olowu đã mang thai trong quá trình sáng tạo và làm việc trên tác phẩm điêu khắc cho đến những giây phút cuối cùng của thai kỳ. Làm mẹ là một chủ đề định kỳ trong công việc của Olowu.

## đọc thêm
- LaDuke, Betty (1992). Women Artists: Multi-Cultural Visions. Red Sea Press. tr. 21–32.
- Blandy, Douglas (1991). Pluralistic Approaches to Art Criticism. Popular Press. ISBN 9780879725433.  Blandy, Douglas (1991). Pluralistic Approaches to Art Criticism. Popular Press. ISBN 9780879725433.  Blandy, Douglas (1991). Pluralistic Approaches to Art Criticism. Popular Press. ISBN 9780879725433.
- LaDuke, Betty (tháng 11 năm 1988). "Nigeria: Princess Elizabeth Olowu, Zero Hour". Art Education. Quyển 41 số 6. tr. 33.
- Falola, Toyin (2012). Women's Roles in Sub-Saharan Africa. ABC-CLIO. ISBN 9780313385445.  Falola, Toyin (2012). Women's Roles in Sub-Saharan Africa. ABC-CLIO. ISBN 9780313385445.  Falola, Toyin (2012). Women's Roles in Sub-Saharan Africa. ABC-CLIO. ISBN 9780313385445.